# Cossula
Genre
Cossula est un genre d'insectes de l'ordre des lépidoptères (papillons) et de la famille des Cossidae.

## Liste desespècesde ce genre
Selon ITIS (30 avr. 2010) :
- Cossula magnifica (Strecker, 1876)